# 柏林地堡

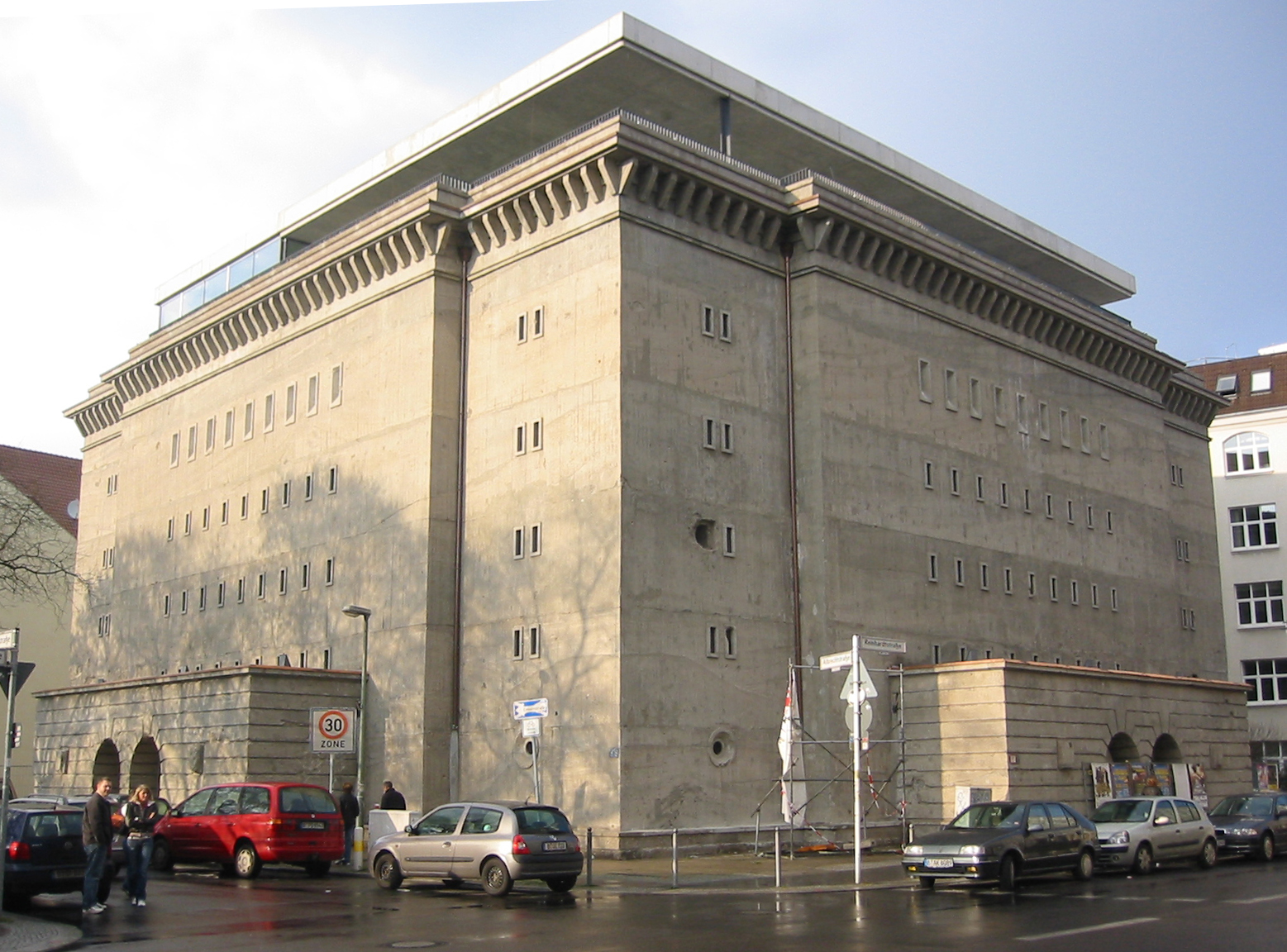
地堡

柏林地堡（Bunker）是位於德國柏林的一座防空地堡建築，由納粹德國政府修建於1943年，可以容納3000人德意志國鐵路的乘客 。地堡建築高18米，外牆厚度達3米，有五層共120間客房。戰後這裡曾是戰俘營和倉庫。

## 外部連結
- Official website of the Boros collection （页面存档备份，存于）
- Photographs of the bunker before renovation （页面存档备份，存于） (in German)
- Photographs of the bunker(in German)
- Boros Penthouse （页面存档备份，存于）

52°31′24″N 13°23′2″E / 52.52333°N 13.38389°E